# Middenbeemster

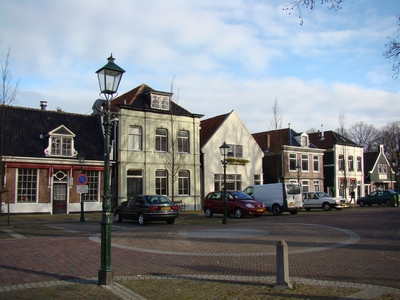
Rijperweg in Middenbeemster

Middenbeemster is een dorp in de gemeente Purmerend, in de Nederlandse provincie Noord-Holland. In 2023 telde het dorp 5.570 inwoners.

## Geschiedenis
Middenbeemster is het oudste dorp van de Beemster. Met de aanleg van een rechthoekig plein in 1610 en de bouw van de kerk in 1623 aan dit plein, ontstond al snel een buurt die groter was dan de meeste buurten in de Beemster die sinds de droogmaking waren ontstaan. De kerk, de eerste protestantse Keyser- of Beemsterkerk, werd door de stadsarchitect van Amsterdam, Hendrick de Keyser, ontworpen. Het plein was aangelegd in het middenkavel van de Beemster, waarvan de plaatsnaam dan ook afgeleid is.
Middenbeemster groeide dankzij het plein en de kerk uit tot het centrum van de Beemster. Op het plein werd al vrij snel een veemarkt gehouden. Aan de randen bouwde men onder meer een herenhuis, een weeshuis en een school. In de nabijheid kwam de korenmolen De Nachtegaal te staan. Middenbeemster is altijd de belangrijkste kern geweest van de Beemster. Hoewel er tal van discussies en overwegingen over de uitbreidingen van het dorp waren, met name in de tweede helft van twintigste eeuw, is de typerende rechthoekige opzet nooit losgelaten. Alle latere uitbreidingen respecteerden dit uitgangspunt. Aan elke toegevoegde buurt is te zien uit welke periode ze stamt en welke woonbehoefte toen domineerde, van rijtjeshuizen tot vrijstaande woningen met sloten die als grachtjes tussen de huizen lopen.

## Monumenten
Een deel van Middenbeemster is een beschermd dorpsgezicht. Verder zijn er in het dorp tientallen rijksmonumenten.

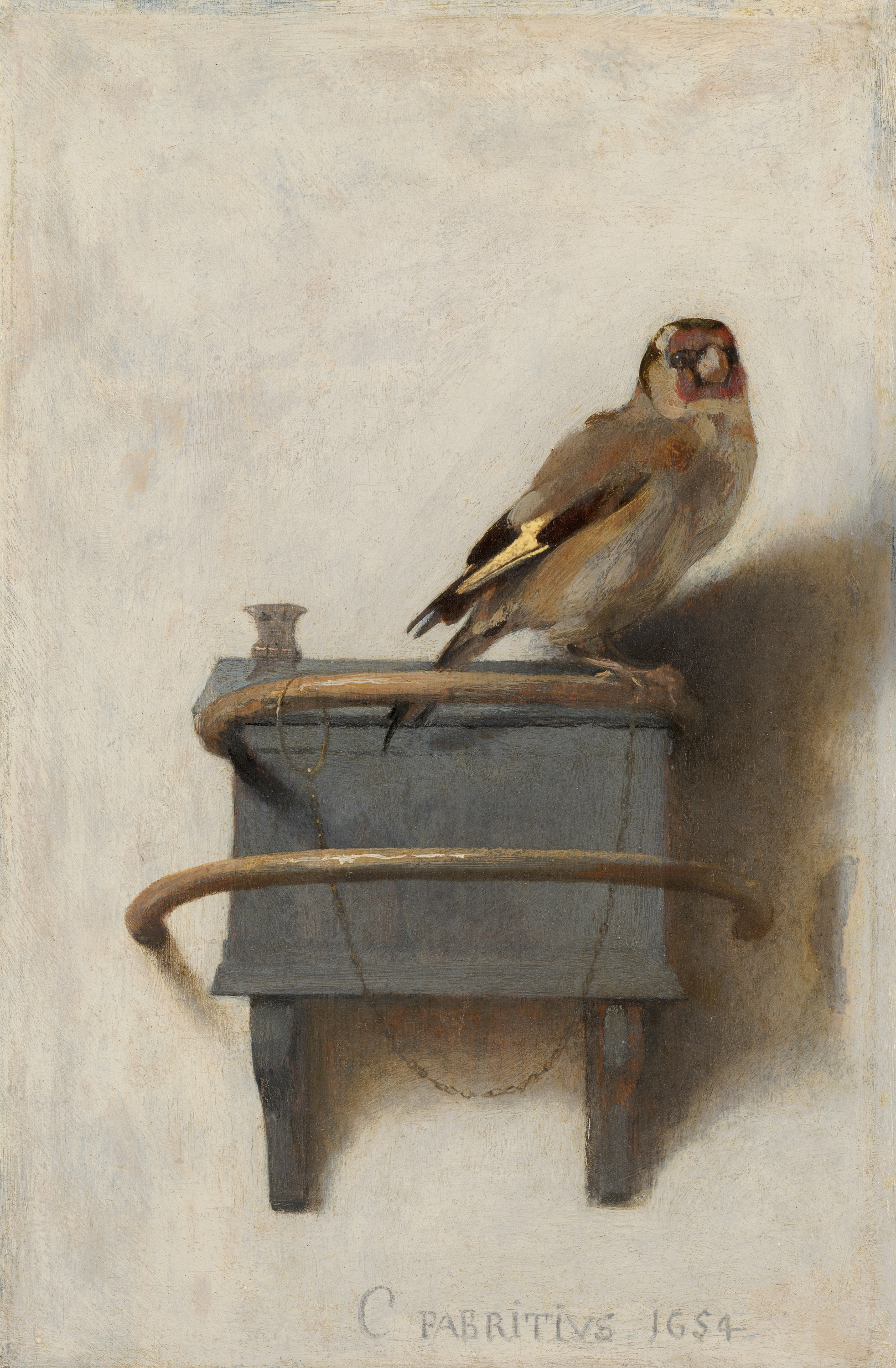
Het puttertje, door Carel Fabritius

## Geboren in Middenbeemster
- Carel Fabritius (1622-1654), kunstschilder, leerling van Rembrandt
- Lottie Hellingman (1977), actrice
- Dajo Hogeweg (1990), acteur; maakte zijn debuut in de kinderserie De Daltons
- Toine van Huizen (1990), voetballer; begon zijn voetbalcarrière bij SV Beemster
- Richard Klinkhamer (1937-2016), schrijver; werd vooral bekend als de moordenaar van zijn echtgenote
- Femke van der Laan (1978), journaliste, columniste, publiciste en programmamaakster; was getrouwd met Eberhard van der Laan

## Woonachtig geweest in Middenbeemster
- Burgemeester Erik Postma (1953-2002) zette zich in voor de benoeming van de Droogmakerij De Beemster tot werelderfgoed.
- Regisseur en actrice Shireen Strooker (1935-2018) woonde in Middenbeemster tot aan haar overlijden.[2]
- Rechercheur en schrijver Joop Bonnemaijers (1929-2019) werkte bij de Amsterdamse politie. Hij overleed in Middenbeemster.
- Actrice Georgette Rejewski (1910-2014) woonde tot haar overlijden in een verzorgingshuis in Middenbeemster.
- Verzetsstrijdster Francien de Zeeuw (1922-2015) is overleden in Middenbeemster. Zij was de eerste vrouwelijke militair in de Nederlandse krijgsmacht.
- Verzetsstrijder Cor ten Hoope (1906-1944) werkte tijdens de oorlog in Middenbeemster. Na de bevrijding is daar een straat naar hem vernoemd.
- De schrijfsters Betje Wolff en Aagje Deken woonden in Middenbeemster. Een museum in het dorp herinnert hieraan.

## Trivia
Een traditie in Middenbeemster en omgeving is het steenwerpen.
Stad: Purmerend      

Dorpen: Middenbeemster · Noordbeemster · Purmerbuurt · Purmer (deels) · Westbeemster · Zuidoostbeemster

Buurtschappen: Arenberg · Assummerbuurt · De Blikken Schel · Halfweg · Het Hoekje · Hoornsche Keet · Klaterbuurt · De Zevenhuisjes
Noord-Holland: Steden en dorpen in Noord-Holland      Nederland: Provincies · Gemeenten